# ホルムイミノトランスフェラーゼシクロデアミナーゼ
ホルムイミノトランスフェラーゼシクロデアミナーゼ（Formiminotransferase cyclodeaminase）は、5-ホルムイミノテトラヒドロ葉酸を5,10-メテニルテトラヒドロ葉酸とアンモニアに変換する酵素である。